# TL;DR
TL;DR sau tl;dr, prescurtare pentru „prea lung; nu am citit” (în engleză too long; didn't read), este un jargon de pe Internet folosit adesea pentru a introduce un rezumat al unei postări online sau al unui articol de știri. Este, de asemenea, folosit ca o interjecție informală care comentează că un bloc de text a fost ignorat din cauza lungimii sale. 

## Istorie
Expresia datează din 2002 cel puțin. Conform Oxford English Dictionary, cea mai veche utilizare cunoscută a fost într-un mesaj din 2002 postat pe grupul de știri Usenet rec.jocuri.video.nintendo. În 2009, termenul a apărut în Mo' Urban Dictionary: Ridonkulous Street Slang Defined, o publicație bazată pe baza de date online generată de utilizatori Slang Urban Dictionary. Tot în 2009, a fost listat ca acronim de argou în antologia de tweeturi a lui David Pogue World Conforme Twitter. Termenul a fost adăugat la Oxford Dictionaries Online în 2013.